# Малащицкий, Игорь Николаевич
Игорь Николаевич Малащицкий (бел. Ігар Мікалаевіч Малашчыцкі; род. 6 июня 2002, Парохонск, Брестская область) — белорусский футболист, вратарь солигорского «Шахтёра». Выступает на правах аренды в клубе «Торпедо-БелАЗ».

## Карьера

### «Шахтёр» Солигорск

#### Начало карьеры
Воспитанник футбольной академии солигорского «Шахтёра». В начале 2018 года футболист был переведён в дублирующий состав клуба. Также начиная с 2019 года футболист стал иногда попадать в заявки основной команды. В 2020 году футболист вместе с основной командой солигорского клуба стал победителем чемпионата, за сезон дважды появившись на скамейке запасных. В июле 2021 года футболист вместе с клубом отправился на квалификационные матчи Лиги чемпионов УЕФА, откуда вылетели в квалификации Лиги конференций УЕФА. В августе 2021 года футболист отправился в петриковский «Шахтёр». Свой дебютный и единственный матч за клуб футболист сыграл 21 ноября 2021 года против «Слонима-2017». По окончании сезона футболист покинул петриковский клуб.

#### Сезон 2022
В феврале 2022 года футболист на правах арендного соглашения присоединился к к дзержинскому «Арсеналу» до конца сезона. Однако на протяжении первой половины сезона футболист выступал за клуб в роли резервного вратаря, на поле так и не выйдя, из-за чего в июле 2022 года был отозван из аренды. В середине июля 2022 года футболист снова отправился выступать за петриковский «Шахтёр». Первый матч за клуб в сезоне футболист сыграл 17 сентября 2022 года против «Островца», выйдя на замену на 86 минуте. Свой единственный полный матч за клуб футболист сыграл 12 ноября 2022 года в заключительном туре чемпионата против «Лиды». По итогу сезона футболист вместе с клубом стал бронзовым призёром чемпионата, проведя всего лишь 3 матча.

#### Сезон 2023
В начале 2023 года футболист стал готовиться к новому сезону с основной командой солигорского «Шахтёра» в роли одного из резервных вратарей. Новый сезон футболист начинал с четвертьфинальных матчей Кубка Беларуси, по итогу которых уступили жодинскому «Торпедо-БелАЗ». Дебютировал за клуб футболист 21 июля 2023 года в матче Кубка Беларуси против «Ивацевичей». Свой дебютный матч в чемпионате футболист сыграл 4 августа 2023 года против новополоцкого «Нафтана». На протяжении сезона футболист выступал за солигорский клуб в роли одного из резервных вратарей, проведя 4 матча во всех турнирах и единожды сохранив свои ворота нетронутыми. По итогу сезона футболист вместе с клубом смог сохранить прописку в чемпионате, завершив его в подвале турнирной таблицы из-за снятых очков.

#### Сезон 2024
В начале 2024 года футболист продолжал тренироваться с основной командой солигорского клуба, однако начало самого сезона пропустил. В апреле 2024 года футболист присоединился ко второй команде клуба, который теперь вместо петриковского стал называться «Шахтёр-2». Первый матч в новом сезоне футболист сыграл 7 апреля 2024 года против «Молодечно-2018». Первый матч за основную команду клуба футболист сыграл 16 июня 2024 года против новополоцкого «Нафтана». На протяжении сезона футболист был в солигорском клубе в роли резервного вратаря, продолжая выступать также за «Шахтёр-2». По итогу сезона футболист вместе с клубом завершил чемпионат на итоговом последнем месте, также из-за штрафа в виде снятых очков, вылетев в Первую лигу. За сезон футболист отличился лишь 3 «сухими» матчами за обе команды.

#### Аренда в «Торпедо-БелАЗ»
Перед сезоном 2025 года футболист продлил контракт с солигорским клубом на 2 года и в феврале 2025 года на правах арендного соглашения присоединился к жодинскому «Торпедо-БелАЗ» до конца сезона. В жодинском клубе футболист стал выступать в роли резервного вратаря. Вместе с клубом стал серебряным призёром Кубка Беларуси, где в финале 24 мая 2025 года уступили гродненскому «Неману», а сам футболист остался на скамейке запасных. 

## Международная карьера
В августе 2018 года футболист получил вызов в юношескую сборную Беларуси до 17 лет. Дебютировал за сборную 16 августа 2018 года в товарищеском матче против сборной Латвии. В марте 2019 года футболист вместе со сборной принимал участие в квалификационных матчах юношеского чемпионата Европы до 17 лет. Также футболист вызывался на сборы юношеской сборной Беларуси до 19 лет.

## Достижения
«Шахтёр» Солигорск
- Чемпион Беларуси: 2020